# 英慈
英慈（えいじ、1268年（咸淳4年）? - 1313年10月10日（皇慶2年9月20日）?）は琉球の歴史書に登場する王。在位:1308年または1309年 - 1313年。

## 概要
英祖王統の3代目の琉球国王であり、先代の大成の次男であり、次代の王である玉城は英慈の三男である。また、弟には、勝連城主として即位していた勝連（勝連王子）がいる。

## 家族
（系譜は伝記による）
- 父：大成王
- 母：不詳
- 妃：不詳
- 世子：玉城王（英慈王四男、中山世譜では三男とする）
- 長男：浦添王子
- 次男：西原王子
- 三男：中城王子
- 娘：真銭金(奥間大親の妻)
  - 孫：昔中城按司
    - ひ孫：昔中城按司
      - 玄孫：昔中城按司
        - 来孫：昔中城按司
          - 昆孫：先中城按司
            - 仍孫：先中城按司
              - 雲孫：安谷屋城主
              - 雲孫：国頭世主
              - 雲孫：中城若按司
              - 雲孫：具志頭世主
              - 雲孫：八重瀬按司
              - 雲孫：名護世主
              - 雲孫：座喜味子
              - 雲孫：羽地世主